# Bank of Cyprus
Bank of Cyprus ("Banca Ciprului") este cel mai mare grup financiar din Cipru, fondat în anul 1899.
Bank of Cyprus oferă servicii bancare în: Cipru, Grecia, Marea Britanie, Australia, România, Rusia și Insulele Canalului.
Acțiunile băncii sunt listate la Bursa de Acțiuni din Cipru (CSE) și la Bursa din Atena.
Bank of Cyprus avea active de 22,3 miliarde euro la sfârșitul anului 2005.
Banca are 144 sucursale în Cipru și 131 în Grecia.
Bank of Cyprus Group numără 6.759 angajați în toată lumea.

## Bank of Cyprus în Grecia
Bank of Cyprus este prezentă în Grecia din anul 1991 și anul 2006 a ajuns la 120 de sucursale și aproximativ 4 procente din piața bancară elenă.

## Bank of Cyprus în România
În iunie 2007, banca a deschis prima sucursală bancară în România, la București.